# Penha Longa
Penha Longa ist ein Ort und eine ehemalige Gemeinde (Freguesia) im portugiesischen Kreis Marco de Canaveses. Die Gemeinde hatte 1928 Einwohner (Stand 30. Juni 2011).
Am 29. September 2013 wurden die Gemeinden Penha Longa und Paços de Gaiolo zur neuen Gemeinde Penhalonga e Paços de Gaiolo zusammengeschlossen. Penha Longa ist Sitz dieser neu gebildeten Gemeinde.